# LuckyChap Entertainment
A LuckyChap Entertainment é uma produtora americana com sede em Los Angeles, fundada em 2014 por Margot Robbie, Tom Ackerley, Josey McNamara e Sophia Kerr. A empresa descreve seu ponto foco como produções de cinema e televisão focadas em mulheres.
A LuckyChap Entertainment produziu filmes e séries de televisão, incluindo Eu, Tonya (2017), a série de televisão Dollface (2019) do Hulu, Birds of Prey e Promising Young Woman (ambos de 2020).
Até 2022, os trabalhos produzidos pela empresa receberam 8 indicações ao Oscar e 11 ao BAFTA. Em 2018, seu primeiro lançamento Eu, Tonya, ganhou o Oscar de Melhor Atriz Secundária. Três anos depois, Promising Young Woman ganhou o Oscar de Melhor Roteiro Original e os BAFTAs de Melhor Roteiro Original e Melhor Filme Britânico.

## Fundação

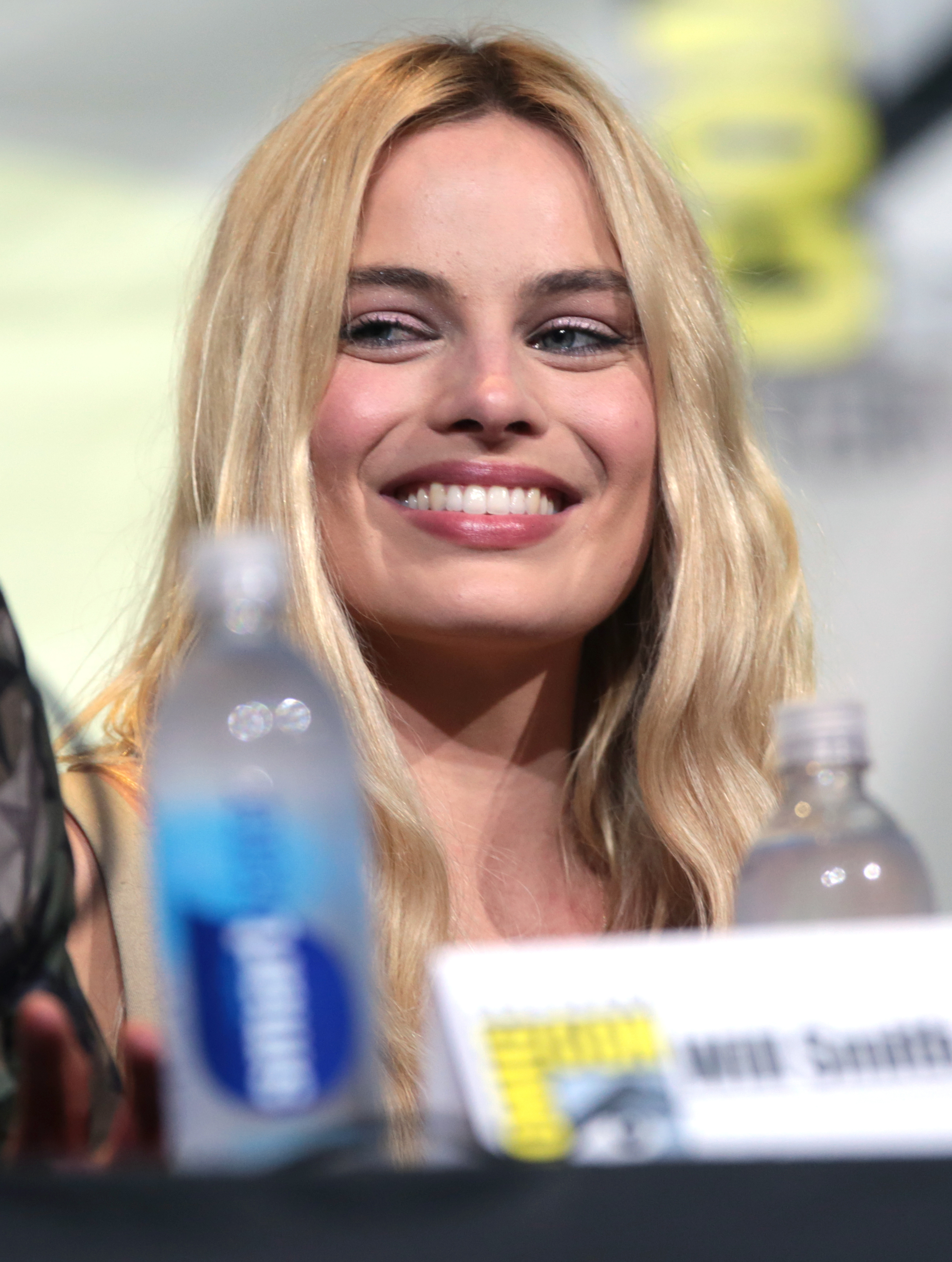
Margot Robbie no San Diego Comic-Con de 2016.

A empresa foi fundada por Margot Robbie, Tom Ackerley, Sophia Kerr e Josey McNamara. Robbie, uma atriz australiana, era conhecida principalmente como estrela de cinema, interpretando papéis importantes em O Lobo de Wall Street, Esquadrão Suicida e A Lenda de Tarzan.
Robbie e Kerr cresceram juntos na cidade de Gold Coast em Queensland na Austrália. A dupla britânica McNamara e Ackerley trabalharam juntos durante anos como assistentes de direção. Robbie e Ackerley se conheceram no set do filme Suite Française em 2013, e começaram a namorar em 2014, e se casaram em 2016. Depois de ficarem bêbados juntos na estreia em Londres de O Lobo de Wall Street, os quatro fundadores decidiram se mudar para uma casa juntos em Clapham, Londres. Lá, eles tiveram a ideia de montar uma produtora. O nome "LuckyChap" refere-se a Charlie Chaplin, embora Robbie tenha dito que nenhum deles conseguia lembrar seu significado exato.

## Produções
Em 2017, a LuckyChap Entertainment lançou sua primeira grande produção cinematográfica Eu, Tonya, baseada na vida da patinadora competitiva americana Tonya Harding, interpretada por Robbie. Ele teve um orçamento de US$ 11 milhões e foi seu primeiro lançamento nos cinemas. Eu, Tonya ganhou um Oscar para Allison Janney como Melhor Atriz Coadjuvante, um BAFTA e um Globo de Ouro, juntamente com várias outras indicações. L. Rose, do The Hollywood Reporter, descreveu o sucesso do filme como uma demonstração da "credibilidade instantânea" da LuckyChap Entertainment.
Em 2018, LuckyChap lançou seu próximo filme, Terminal, em parceria com a Beagle Pug Films e Highland Film Group. O filme de suspense neo-noir, escrito e dirigido por Vaughn Stein e estrelado por Margot Robbie, foi filmado e produzido antes de Eu, Tonya. Não teve sucesso nas bilheterias, arrecadando $ 843.970 em comparação com o U$ 53.939.297 de Eu, Tonya.
Em 2019, a empresa, juntamente com a Automatik Entertainment e a Paramount Pictures, lançaram Dreamland, um drama de ação ambientado nos anos 1930, que foi filmado em 2017. Robbie estrela como uma fora da lei em fuga, com um adolescente como ajudante.
Posteriormente, a LuckyChap começou a se envolver na produção de televisão. Brett Hedlom tornou-se vice-presidente de televisão. Eles venderam a série de comédia Dollface para o Hulu em 2018, e então começaram a produção e lançaram a série em 2019. A série também é produzida pela ABC Signature Studios e Clubhouse Pictures, e é estrelado pela atriz Kat Dennings como uma jovem recém-solteira que chega a um acordo com sua imaginação e velhas amizades.
Ao longo de 2019, a empresa também trabalhou na produção de Birds of Prey, que estreou no início de 2020. Também produzido pela Clubhouse Pictures e a Warner Bros. e dirigido por Cathy Yan, é o oitavo filme do Universo Estendido DC, como um spin-off de Esquadrão Suicida (2016). Centra-se na personagem Arlequina que, depois de se ter separada do Coringa busca emancipação e forma uma equipe de super-heróis feminina chamada Aves de Rapina. Tornou-se a produção de maior bilheteria da LuckyChap até hoje, ganhando US$ 200 milhões em todo o mundo.
Mais tarde, em 2020, a empresa lançou o filme de vingança feminino Promising Young Woman, que foi o primeiro longa-metragem de direção de Emerald Fennell. Também produzido pela FilmNation Entertainment e a Focus Features, este filme de comédia negra estrelado pela atriz Carey Mulligan como uma mulher em sua tentativa de se vingar do estupro e consequente suicídio de uma amiga. Este filme ganhou um Oscar, um BAFTA de Melhor Roteiro Original e outro BAFTA de Melhor Filme Britânico.
A empresa coproduziu a minissérie dramática da Netflix, Maid (2021), inspirada no livro de memórias de Stephanie Land, Maid: Hard Work, Low Pay, and a Mother's Will to Survive. Também foi produzida por Molly Smith Metzler, John Wells Productions e a Warner Bros Television.

### Foco
A LuckyChap se descreveu como uma empresa que visa promover histórias femininas de contadoras de histórias, afirmando que estão preenchendo uma lacuna causada pela desigualdade de gênero na indústria cinematográfica, principalmente em termos de roteiristas e diretoras. 
Em 2019, a LuckyChap fez parceria com Christina Hodson, escritora de filmes de ação, incluindo Birds of Prey (2020) e Bumblebee (2018), para formar o 'Lucky Exports Pitch Program' (LEPP). O programa de um mês consistia em seis escritoras, incluindo quatro mulheres de cor, em uma sala de escritoras. As escritoras trabalharam com ideias para projetos de filmes de ação.
Além de garantir que suas equipes sejam principalmente femininas, a LuckyChap descreveu que pretende trabalhar em histórias focadas em mulheres. A executiva da LuckyChap, Margot Robbie, disse que ela sempre gravitava para interpretar papéis de personagens masculinos, pois achava que suas histórias eram melhores. A. Setianto e M. Win descreveram Birds of Prey como uma exploração intrincada dos problemas que as mulheres enfrentam ao tentar ganhar independência. Enquanto N. Curtis e V. Cardo descreveram a Arlequina como uma personagem feminina que tem controle sobre seu próprio corpo e sexualidade.
Algumas pessoas criticaram a LuckyChap por questões de gênero e feminismo. Um grupo de fãs e críticos online previu que Birds of Prey iria "fracassar" nas bilheterias porque o spin-off removeu "qualquer apelo sexual" dos personagens. Harper R. Oreck, do The Harvard Crimson, criticou Promising Young Woman por não ser uma peça de resistência feminista.

### Localização
A sede inicial consistia em um pequeno escritório localizado no lote da Warner Bros. em Los Angeles. Depois de aumentar seu espaço de escritório inicial, a LuckyChap decidiu se mudar para um escritório maior no centro de Los Angeles, onde eles projetaram um "ambiente aberto e colaborativo", de acordo com a Architectural Digest. A LuckyChap Entertainment disse que na construção eles fizeram um esforço para manter uma estética feminina no escritório, com recursos como o letreiro de néon personalizado escrito LuckyChap Entertainment.

### Futuro
A LuckyChap Entertainment tem um acordo preliminar com a Warner Bros. Pictures e a Warner Bros. Television para desenvolver e produzir filmes e séries de televisão. Neste acordo, eles fizeram uma parceria com a Mattel Films, a nova divisão de filmes da Mattel, para coproduzir a futura adaptação de Barbie, na qual Robbie estrelará como Barbie. O lançamento inicial planejado para 2017 do filme foi repetidamente adiado.
Robbie e Hedblom decidiram trabalhar com a ABC, Tracey Robertson e Nathan Mayfield da produtora australiana Hoodlum e o agente de Robbie, Aran Michael da Aran Michael Management, em uma série de 10 partes chamada Shakespeare Now. A série será uma adaptação moderna de William Shakespeare, contada a partir de perspectivas femininas e liderada por uma equipe de produção totalmente feminina. Em dezembro de 2020, a empresa assinou um contrato com a Amazon Studios para projetos de televisão.

## Filmes
| Ano  | Título                         | Diretor(a)             | Bilheteria        | Prêmios | Indicações                                                                                          |
| ---- | ------------------------------ | ---------------------- | ----------------- | --- | --------------------------------------------------------------------------------------------------- |
| 2017 | Eu, Tonya                      | Craig Gillespie        | US$ 53,9 milhões  | Oscar de Melhor Atriz Secundária Globo de Ouro de Melhor Atriz Coadjuvante Prêmio BAFTA de Melhor Atriz Coadjuvante | Oscar de Melhor Atriz Oscar de Melhor Edição de Filme                                               |
| 2018 | Terminal                       | Vaughn Stein           | $ 626.245         | | |
| 2019 | Dreamland                      | Miles Joris-Peyrafitte | $ 312.052         | | |
| 2020 | Birds of Prey                  | Cathy Yan              | US$ 201,8 milhões | | |
| 2020 | Promising Young Woman          | Emerald Fennell        | US$ 16,3 milhões  | Oscar de Melhor Roteiro Original BAFTA de Melhor Roteiro Original BAFTA de Melhor Filme Britânico                   | Oscar de Melhor Filme Oscar de Melhor Atriz Oscar de Melhor Diretor Oscar de Melhor Edição de Filme |
| 2022 | Boston Strangler               | Matt Ruskin            | TBA               | | |
| 2023 | Barbie                         | Greta Gerwig           | TBA               | | |
| TBA  | My Year of Rest and Relaxation | Yorgos Lanthimos       | TBA               | | |
| TBA  | Tank Girl                      | Miles Joris-Peyrafitte | TBA               | | |

## Televisão
| Ano           | Título                               | Rede    | Prêmios |
| ------------- | ------------------------------------ | ------- | ------- |
| 2019–presente | Dollface                             | Hulu    |         |
| 2021          | Maid                                 | Netflix |         |
| TBA           | The Wildest Animals in Griffith Park | TBA     |         |